# Neftochimik Boergas 1986
Neftochimik Boergas (Bulgaars:  Нефтохимик Бургас) was een Bulgaarse voetbalclub uit Boergas.
Toen op 6 juli 2009 Naftex Boergas failliet ging, werd een dag later de lokale amateurclub Athletic hernoemd in Neftochimik. De eigenaren zien de club als historische opvolger van Naftex. In 2013 werd de B PFG gewonnen en promoveerde de club naar het hoogste niveau. Na de degradatie in 2014 zou de club vanwege financiële problemen opgeheven worden en zou niet meer spelen. In 2015 fuseerde de club echter met PFK Boergas tot PFK Neftochimik Boergas.

## Historische namen
- -2009 Athletic
- 2009– Neftochimik

## Erelijst
- B Grupa: 2013